# Jarosław Jęchorek
Jarosław Jechorek, né le 31 mai 1961, en Pologne, est un ancien joueur de basket-ball polonais. Il évoluait au poste de pivot. 

## Palmarès
- Champion de Pologne 1983, 1984, 1989, 1990